# Shajapur
Shajapur es una localidad de la India, centro administrativo del distrito de Shajapur en el estado de Madhya Pradesh.

## Geografía
Se encuentra a una altitud de 446 m s. n. m. a 182 km de la capital estatal, Bhopal, en la zona horaria UTC +5:30.

## Demografía
Según estimación 2010 contaba con una población de 57 127 habitantes.